# Riu Bani
El Bani és un riu d'Àfrica occidental que travessa el Mali oriental. És un afluent del Níger. El riu Bani pròpiament es forma per la unió dels rius Baoulé (un riu diferent al Baoulé afluent del Bakhoy i Bagoé a uns 2 km de la població de Koumara; no obstant es considera el Baoulé el curs superior del Bani.

## Geografia

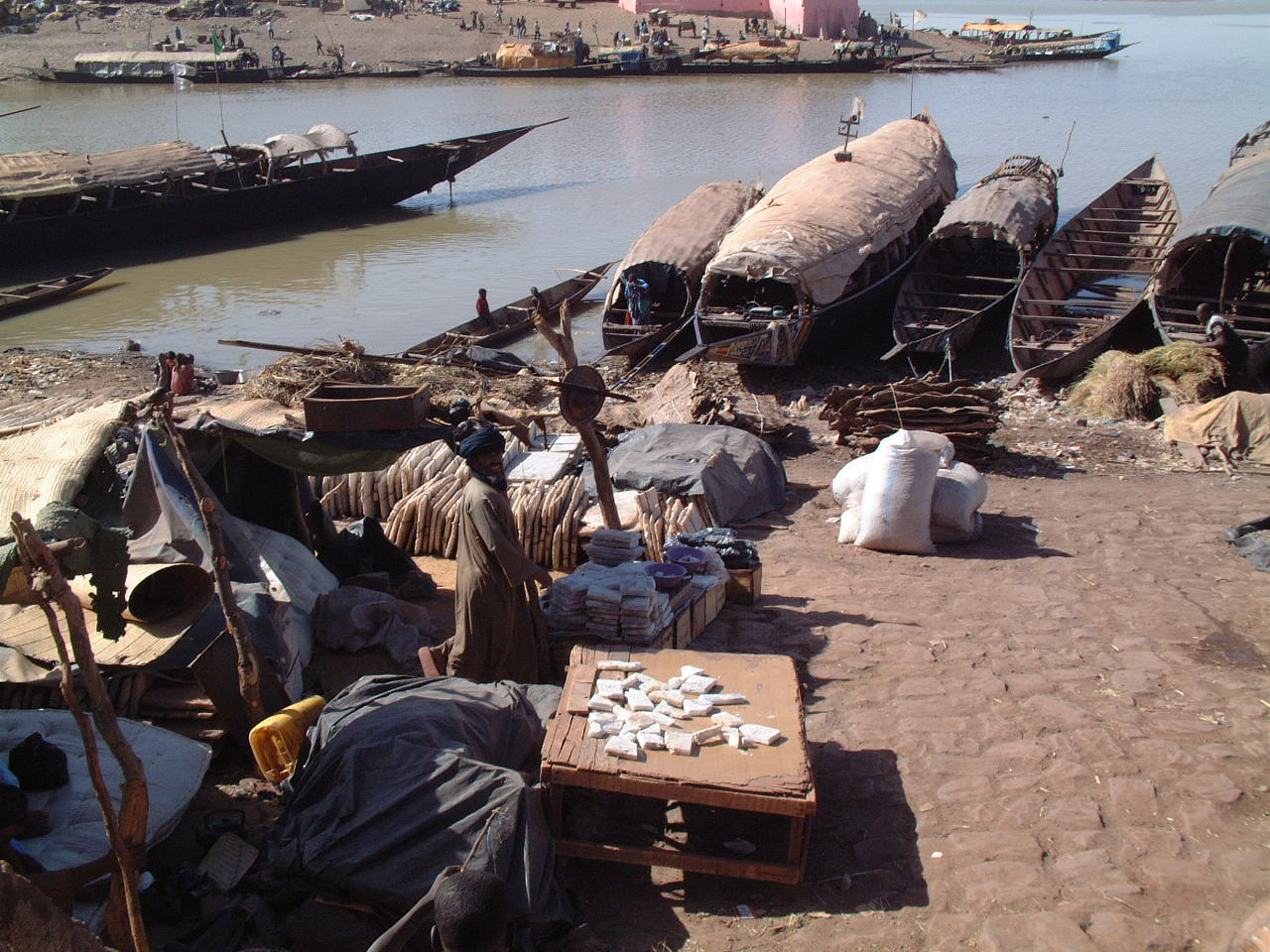
Mopti, embarcacions a la vora del Bani.

Neix de la confluència del Baoulé i del Bagoé, tots dos vinguts de Costa d'Ivori. Des del punt d'unió fins al final del seu recorregut, la seva longitud és de 430 km. No obstant això, afegint la longitud del Baoulé, considerat com curs superior del Bani, la longitud total d'aquest darrer és de més o menys 775 quilòmetres. El curs del Bani travessa les ciutats de Djenné i Mopti.
Desaigua al Níger pel costat dret, a l'altura de Mopti. Per Anteriorment, des de Djenné, emet una sèrie de braços que l'abandonen pel marge esquerre i contribueixen a l'alimentació del gran delta interior del Niger.
Els seu afluents són:
- El Baoulé, que és de fet el curs superior del Bani i neix a Costa d'Ivori a 20 km a l'est d'Odienné.
- El Bagoé (afluent per la dreta), igualment nascut a la Costa d'Ivori.
- El Banifing (afluent per la dret). Nascut a Burkina Faso.

## Hidrometria - els cabals a Douna
El cabal del riu ha estat observat durant 63 anys (1922-1984) a Douna, localitat situada prop de la ciutat de Zinzana, poc abans la irruption del Bani en el delta interior del Niger, a més o menys 150 kilomères de la seva conflueixen amb el Niger a Mopti.
A Douna, el cabal anual mig o modul observat sobre aquest període era de 513 mm³/s per una conca vessant d'uns 101.600 km², o sigui més del 95% de la totalitat d'aquesta última.
L'aigua fluida al conjunt de la conca arriba així a la xifra de 159 mil·límetres anuals.
El Bani és un curs d'aigua prou abundant, però és força irregular i té llargs períodes d'estiatge. Sobre la durada d'observació de 63 anys, el cabal mensual mínim ha estat de 0 m3/s (riu completament a sec), mentre que el cabal mensual màxim s'elevava a 4.090 m³/s.